# Jean-Joseph Grillot
Jean-Joseph Grillot (* 26. März 1708 in Chablis; † 30. September 1765 ebenda) war ein französischer Theologe. Er war Domherr zu Chablis und als Anhänger des Jansenismus von 1731–49 aus Frankreich verbannt.

## Leben
Jean-Joseph Grillot erhielt, obgleich seine Eltern für eine zahlreiche Familie zu sorgen hatten, eine sorgfältige Erziehung. Zur ersten Unterweisung in den Wissenschaften übergaben sie ihn einem Pfarrer. Anschließend erlernte er Sprachen und Philosophie im Seminar zu Auxerre, wo er bis zu seinem 14. Lebensjahr blieb, und besuchte dann das Collège zu Sainte-Barbe, wo er sich sechs Jahre lang der Theologie widmete. Hier mag er für jansenistische Grundsätze gewonnen worden sein, wahrscheinlich mehr durch die Angriffe auf diese als ketzerisch geltende Lehre als durch jansenistische Lehrvorträge selbst, da diese in den Schulen streng verboten waren.
Je mehr sich die Verfechter dieser vermeintlichen Irrlehre verstecken mussten, je strenger die Verfasser und Verbreiter jansenistischer Schriften verfolgt wurden, desto mehr setzten sie sich dafür ein und Grillot war unter ihnen einer der eifrigsten. Sich der unterdrückten Lehre anzunehmen, hielt er für ein Verdienst, und sich ihrer tätig zu widmen, betrachtete er als Gewissensangelegenheit. So nahm er die ihm drohenden Gefahren in Kauf. Er reiste als 22-Jähriger nach Paris, wo er am 2. März 1730 anlangte, und ließ in geheimen Druckereien jansenistische Schriften herstellen. Bereits am 24. September 1730 wurde er in einer solchen Druckerei angetroffen und in die Bastille abgeführt. Die deshalb eingeleiteten Prozessverhandlungen endeten damit, dass er am 13. März 1731 auf dem Place de Grève die Strafe des Prangers erleiden musste.
Diese öffentliche Beschimpfung war nur der Anfang weiterer Verfolgungen. Ruhe fand Grillot erst, als er aus seinem Vaterland verbannt wurde. Er wendete sich nach Holland, wo auch andere Flüchtlinge eine Freistätte gefunden hatten. Erst 1749 erhielt er die Erlaubnis zur Rückkehr nach Frankreich. Er wählte Auxerre zum bleibenden Wohnsitz und lebte dort ungestört, ein Muster von Frömmigkeit und einer seltenen Standhaftigkeit in Bußübungen, die er sich auferlegte. Sein späteres Leben war erfüllt von Kasteiungen, die er mit außerordentlicher Willenskraft ertrug. Als er wieder in seinen Geburtsort Chablis reiste, starb er dort am 30. September 1765 im Alter von 57 Jahren an einer Krankheit, die ihn befallen hatte.
Die Suche nach literarischem Nachruhm lag nicht in seiner bescheidenen Art. Mehrere seiner Werke blieben ungedruckt. So ein Recueil sur l’histoire de la réligion von der Schöpfung bis auf seine Zeit, dessen Umfänglichkeit in der Anlage vielleicht ein Druckhindernis war. Eine Réfutation complète de la théologie de Collet, die sich in seinem Nachlass befunden haben soll, scheint verlorengegangen zu sein. Seine Schrift Vie de M. Creusot, curé de Santa Loup, à Auxerre unterdrückte er selbst, damit ein Anderer veranlasst würde, diese Biographie zu verfassen. Die Werke Anderer seinen vorziehend, beteiligte er sich unter Legros’ Leitung an der Herausgabe der Mémoires de Fontaine, Lancelot et Dufossé. Ferner war er einer der Hauptherausgeber der Œuvres de M. Colbert, évêque de Montpellier; auch besorgte er einen stark vermehrten Wiederabdruck einer Schrift von Dusaussois, eines Pfarrers zu Haucourt in der Normandie, unter dem Titel La vérité rendue sensible à tout le monde (2 Bände, 1743).
Außerdem sind noch zu nennen:
- Recueil de cantiques spirituels sur les principales vérités de la religion
- Suite au chatéchisme historique et dogmatique